# Ragnar Skanåker
Ragnar Skanåker (n. 8 iunie 1934, Stora Skedvi parish⁠(d), Comitatul Dalarna, Suedia) este un trăgător de tir ce a reprezentat Suedia, medaliat olimpic. A participat la 7 ediții ale Jocurilor Olimpice (1972, 1976, 1980, 1984, 1988, 1992, 1996) în care a câștigat o medalie de aur, două medalii de argint și o medalie de bronz.